# Reformas de Mario

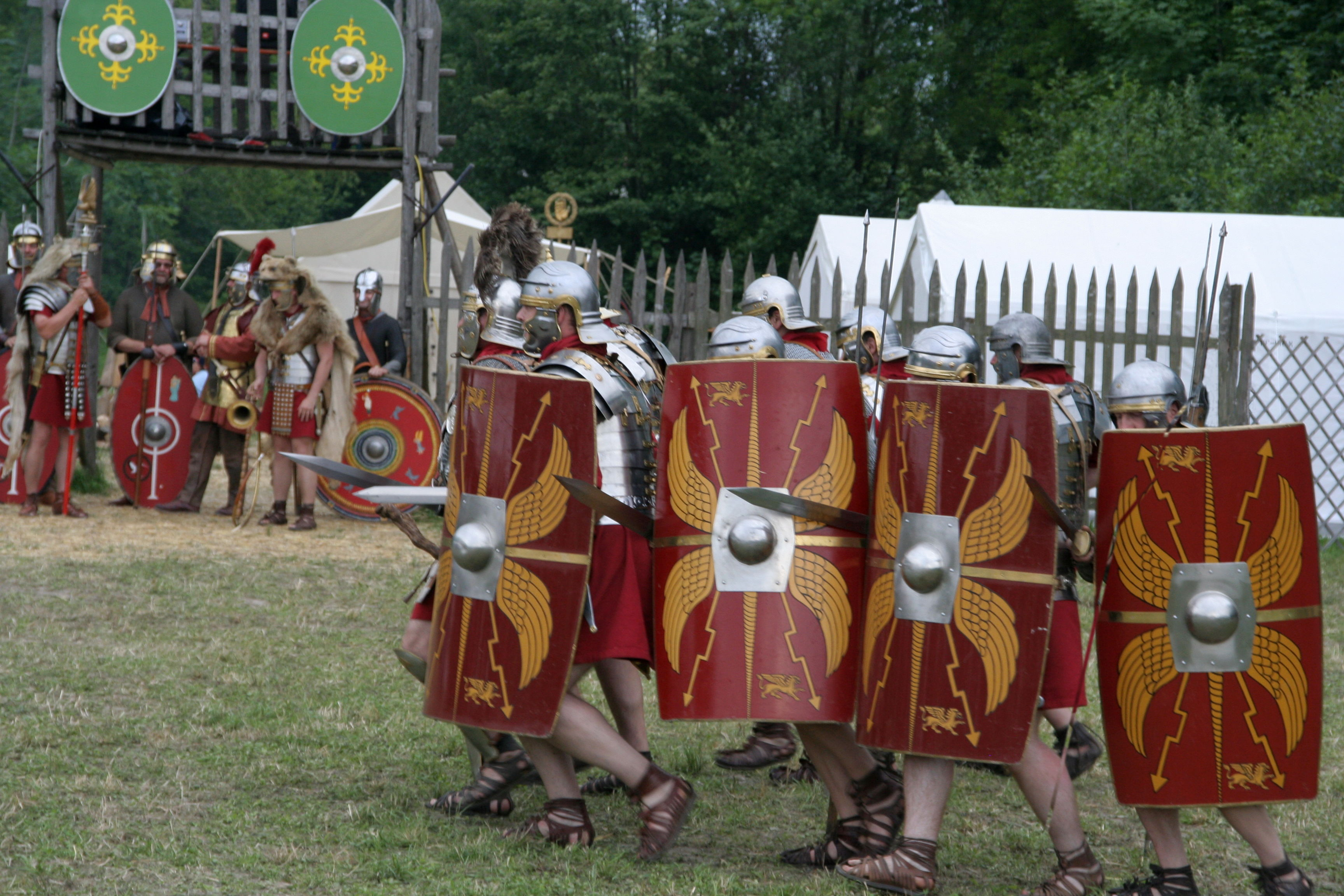
Actores representando el avance de una legión romana en posición de ataque, el equipo de los legionarios fue muy posterior al de la época de Mario.

Las reformas de Mario fueron un grupo de reformas en el ejército de Roma iniciadas en el año 107 a. C. por Cayo Mario, político y general de la República romana.
Las reformas de Mario fueron de una gran importancia para dar forma a la legión romana, estructura militar que se impondría en el mundo occidental durante siglos.

## El ejército antes de las reformas de Mario

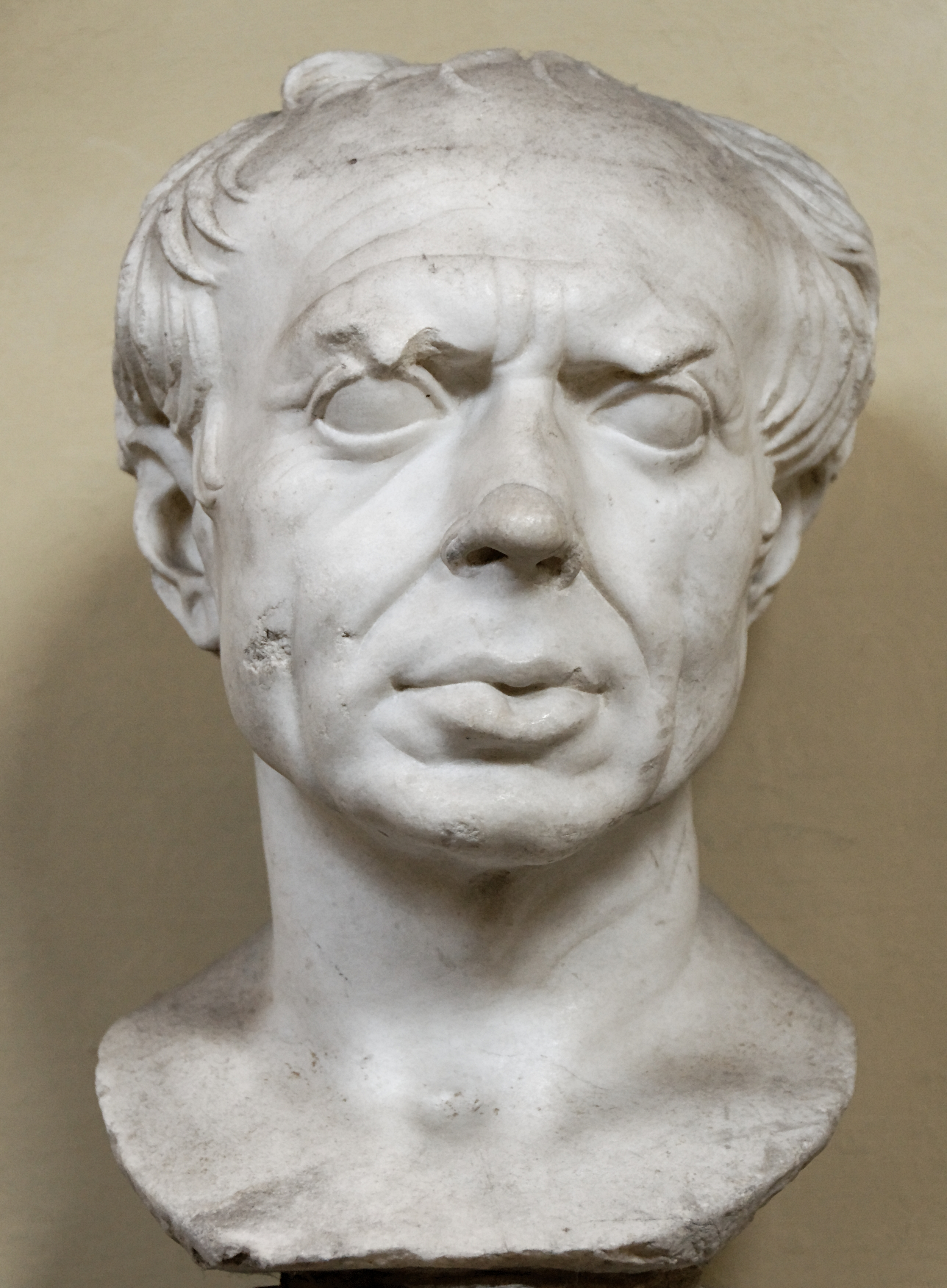
Busto de Cayo Mario conservado en los Museos Vaticanos.

Hasta la última década del siglo II a. C. los requisitos para formar parte del ejército de Roma al servicio de la República eran muy estrictos:
- Ser miembro de la quinta clase del censo o superior.
- Tener propiedades valoradas en, al menos, 3000 sestercios.
- Aportar su propio armamento.

Por ello, la República en un inicio no tenía un ejército estable. Cuando una guerra amenazaba a la ciudad los cónsules se encargaban de reclutar un ejército entre los ciudadanos de la república elegibles. Como norma, uno de los cónsules sería el encargado de dirigir a la batalla a este ejército prácticamente voluntario en su totalidad. 
A mediados de la República, las legiones se componían de las siguientes unidades: 
- Caballería o equites. Esta era originalmente la unidad más prestigiosa, donde sólo los romanos jóvenes de la primera y segunda clase comenzaban a destacarse antes de iniciar sus carreras políticas. El equipamiento necesario era pagado por cada jinete y consistía en un escudo redondo, casco, armadura corporal, espada y una lanza. La caballería era excedida en número en la legión. En un total de cerca de 4.200 hombres, habría apenas unos 300 jinetes, divididos en 10 unidades de 30 hombres. Al mando de cada unidad había un decurión.

- Infantería ligera o vélites. Los velites eran básicamente lanzadores de jabalina y hostigadores en general y no tenían una organización formal precisa o una función en el campo de batalla; eran utilizados según la necesidad. Provenían de los estratos económicamente más bajos de la sociedad. Eran alrededor de 1.200 hombres que no tenían división táctica propia pero para consumo interno eran adscritos, en grupos de 20, a las centurias de la tropa de línea.
- Infantería de línea. Era la unidad principal de la legión, se componía de ciudadanos legionarios que pudieran pagar el equipamiento compuesto de casco de bronce, escudo, armadura corporal que constaba de un cardiophilax, placa de bronce cuadrada de unos 20cm de lado que servía para proteger los órganos vitales, si su censo superaba las 10 000 dracmas/denarios entonces iban equipados con cota de malla. También tenían dos jabalinas, una ligera y otra pesada (pilum) además de la espada. En su origen utilizaban el xiphos, un tipo de espada corta de origen griego predecesor del gladius hispaniensis que fueron adoptando durante las campañas hispanas de la segunda guerra púnica. La infantería de línea era subdividida de acuerdo a la experiencia de los legionarios en tres líneas separadas:
  - Los hastati (sing. hastatus) eran los más jóvenes y formaban la línea delantera, iban armados con dos pila (plural de pilum), que servían para inutilizar los escudos enemigos así como desorganizar sus formaciones. Estaban divididos en 10 manípulos de 120 hombres cada uno, cada manípulo constaba de dos centurias.
  - Los príncipes (sing. princeps), hombres con edades rondando los 30 años, componiendo la segunda línea de la legión, al igual que los primeros iban armados con los dos "pila" y los usaban de la misma manera que los hastati. Su armadura corporal era más pesada que la de los hastati y su organización y número, el mismo.
  - Los triarii (sing. triarius) eran los soldados veteranos y alineados atrás, sólo entrarían en combate en situaciones extremas. A diferencia de los otros iban armados con una sola lanza larga y un escudo. Formaban habitualmente en falange como los antiguos griegos y se dividían en 10 manípulos de 60 hombres cada uno (600 soldados).

Cada una de estas líneas estaba subdividida en manípulos, la menor subunidad del ejército, compuestas de dos centurias comandadas por el centurión mayor. Las centurias eran nominalmente de 60 soldados (en la época manipular) y nunca tuvieron 100 hombres pese al parecido con la palabra centuria que deriva de la palabra centurión, que lo comanda. Las centurias de los triarii contaban con 30 hombres nada más. Cada centuria tenía su estandarte.

## La crisis del ejército republicano
Desgraciadamente, no todos los cónsules electos eran muy capaces desde el punto de vista militar. Por ejemplo, en el año 113 a. C. el cónsul Cneo Papirio Carbón fue derrotado en la batalla de Noreia por tropas invasoras de cimbrios y teutones, muriendo buena parte de su ejército (sobrevivieron 20 000 hombres de un total de 40 000).
Este desastre fue seguido por una guerra en África contra el rey Yugurta de Numidia. El cónsul Quinto Cecilio Metelo el Numídico fue enviado a derrotar a Yugurta y, si bien no perdió ningún ejército, tras dos años de guerra todavía no había logrado la victoria total. Cayo Mario, uno de sus legados, solicitó a Metelo que le liberase de su deber para poder volver a Roma y presentarse al consulado a finales del año 108 a. C. Cuando Mario se convirtió en cónsul junior (el que menos votos había obtenido de los dos) en el año 107 a. C., se le encargó concluir la guerra contra Yugurta y se encontró con que no tenía ejército.
El ejército de Metelo había sido asignado al cónsul senior, Lucio Casio Longino, para expulsar a los cimbrios, que volvían a amenazar a Roma desde los Alpes. Por otro lado, los ciudadanos elegibles que quedaban eran muy pocos, debido a los anteriores desastres militares. Cayo Mario, para solventar este problema, introdujo una serie de reformas.

## Las reformas de Mario

### Primera reforma: reclutamiento
La parte más importante de las reformas de Mario fue la inclusión de las personas sin tierras ni propiedades, las denominadas capite censi o censo por cabezas, dentro de las personas que podrían alistarse. Dado que la mayor parte de este grupo eran pobres que no tenían capacidad de comprar su propio armamento, Mario hizo que el estado les suministrase las armas (que irían pagando a plazos). Ofreció a la gente sin recursos un empleo permanente con paga como soldados profesionales, y la oportunidad de ganar dinero mediante los saqueos en campaña. La plebe, que tenía muy poca esperanza de incrementar su estatus por otra vía, enseguida empezó a apuntarse al nuevo ejército de Mario. Los soldados se reclutaban para un plazo de 25 años.
Gracias a esta reforma, Mario logró dos objetivos. En primer lugar, consiguió reclutar suficientes hombres en un periodo de crisis y de amenazas externas para Roma. En segundo lugar, solventó un grave problema económico que existía en Roma, provocado por la pérdida de la mayor parte de la clase media en guerras (tanto por la muerte de los ciudadanos, como por su ruina económica, al no poder encargarse de sus propiedades en campaña).

### Segunda reforma: estructura militar

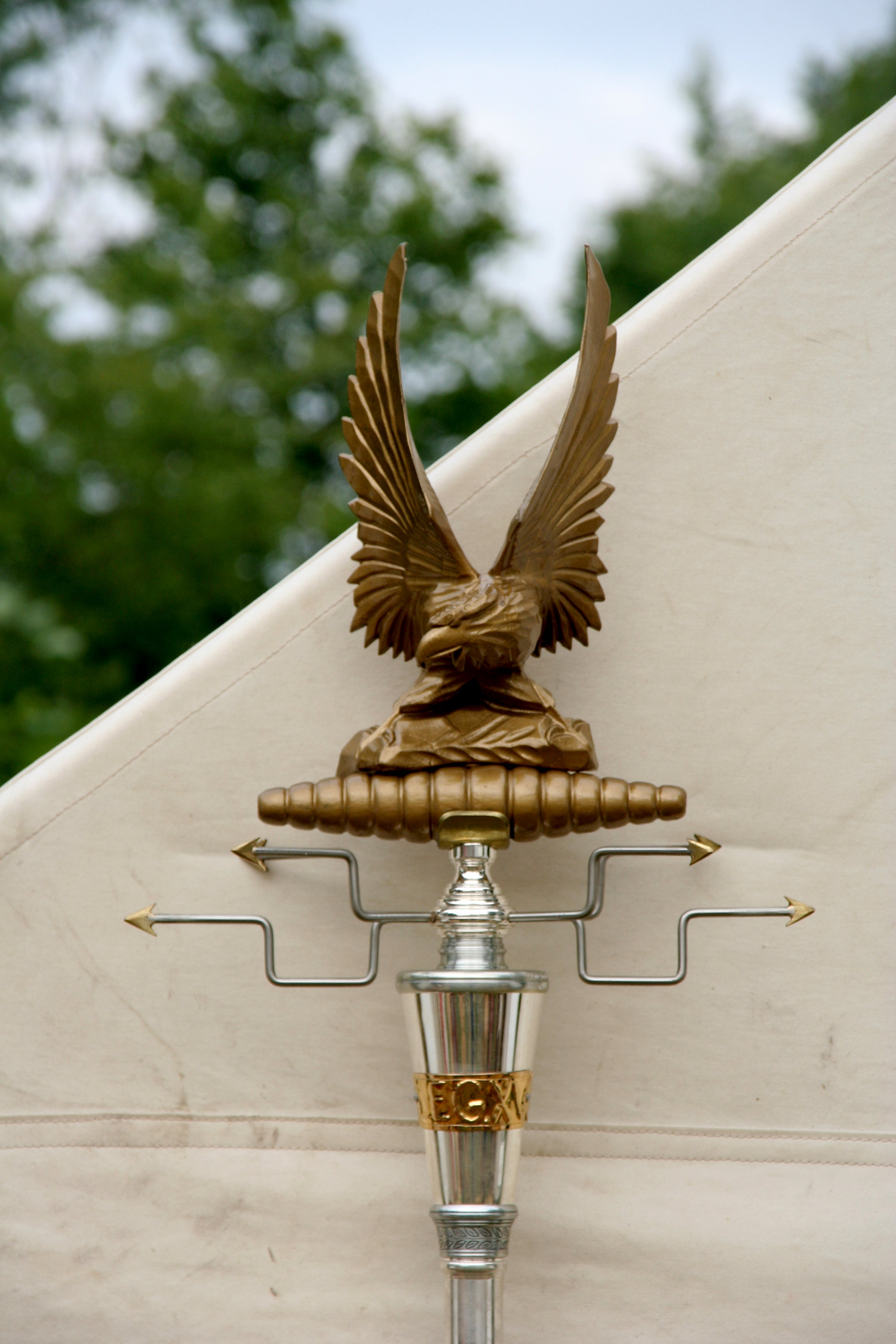
Mario introdujo el estandarte del Águila para dar un símbolo que defender a sus soldados.

Con este ejército permanente, y siendo el estado quien suministraba las armas, Mario pudo estandarizar el equipamiento de la legión romana. El entrenamiento se mantenía a lo largo del año, y no sólo cuando era necesario. Mario organizó las legiones de la siguiente forma:
Hizo desaparecer la división de la infantería en secciones especializadas: hastati, principes y triarii. A partir de la reforma, la infantería legionaria constituyó un cuerpo homogéneo de infantería pesada, sin distinciones por razón del armamento (ahora estandarizado) o la edad de los soldados. Del mismo modo, se eliminó de la legión el contingente de vélites, que ya estaba totalmente en desuso: la infantería ligera de las legiones primitivas era muy poco efectiva, como se demostró una y otra vez durante las guerras púnicas y fue sustituida por cuerpos especializados de auxiliares, agrupándose según su origen étnico y conservando su estilo peculiar de combate.
- El número total de hombres en una legión completa era de unos 6000, de los cuales aproximadamente 5000 serían soldados. El resto era personal no combatiente.
- La organización interna de la legión consistía en diez cohortes de seis centurias cada una. Las diez cohortes que integran la legión van numeradas, obviamente, del I al X, organizadas jerárquicamente según su número; en época imperial la I Cohorte tenía el doble de soldados que las demás (5 x 160 = 800 hombres), generalmente los más veteranos, y se despliega en primera fila y, por el contrario, la cohorte X se desplegaba en segunda fila (6 x 80 = 480 hombres), y estaba compuesta por los soldados más bisoños.
- La centuria consistía en 80 soldados apoyados por 20 no combatientes y dirigidos por un soldado profesional ascendido de entre los soldados rasos y llamado centurión.
- La centuria a su vez se dividía en contubernia (sing. contubernium) grupos de 8 hombres que compartían una tienda. Sin embargo, la centuria luchaba como una unidad, marchaba como una unidad y acampaba como una unidad. Acarreaba con ella todas las armas y demás provisiones e instrumentos necesarios para mantener a la unidad. Esta reducción del convoy de suministros hizo que la legión fuese mucho más rápida en sus desplazamientos.
- De dos a seis legiones juntas constituían un ejército.

Desde este momento, las cohortes, de las que habría de seis a diez, sustituyen a los manipula como unidad táctica básica. Cada cohorte se compone de seis centurias, lideradas por un centurión asistido por un optio, un soldado capaz de leer y escribir. El centurión mayor de la legión es llamado primus pilus, un soldado de carrera y asesor del legado. Un tribuno militar dirigía dos cohortes de una legión.
Este pequeño ejército, capaz de batirse por sí solo en casi cualquier modalidad militar, arrastraba (especialmente en época imperial) una gran cantidad de personal civil no directamente relacionado con la legión: comerciantes, prostitutas, "esposas" de legionarios (que no podían contraer matrimonio), que al establecerse en torno a los campamentos permanentes o semipermanentes acababan dando lugar a auténticas ciudades.
Las legiones pronto se encontraron en una condición física y de disciplina insuperable, sin parangón en el mundo antiguo.

### Tercera reforma: jubilación
La tercera reforma que Mario logró introducir fue una legislación que otorgaba beneficios de jubilación a los soldados en la forma de tierras. Los miembros del censo por cabezas que terminaban el servicio recibían una pensión de su general y una finca en alguna zona conquistada a la que podían retirarse.
Por último, Mario garantizó a los aliados itálicos (Etruria, Piceno, etc.) la ciudadanía romana completa si luchaban como soldados auxiliares y completaban el servicio.

### Cuarta reforma: bagajes
La cuarta reforma de Mario consistió en cargar a los soldados con sus propias pertenencias, las tiendas de campaña, sus armas, etc., haciendo que llevasen hasta 40 kg. a la espalda. Antiguamente los ejércitos llevaban interminables colas de cientos de carros que reducían de forma considerable la movilidad y la velocidad. Así nacieron las llamadas "Mulas de Mario".

## Impacto de las reformas de Mario
El primer y más obvio resultado fue una mejora en la capacidad militar del ejército. Ya no era necesario que, cuando la República se viese amenazada, el general de turno tuviera que reclutar a toda prisa un ejército, entrenarlo para luchar y obedecer las órdenes, y luego hacerlo marchar a la batalla completamente novato. Este solo hecho fue imprescindible en el crecimiento y el éxito de la máquina militar romana y tuvo como resultado un éxito continuado de los romanos en el campo de batalla.
Otro beneficio de las reformas fue el establecimiento de legionarios retirados en tierras conquistadas. Esto ayudó a integrar la región en el imperio, romanizando a sus ciudadanos, y reduciendo con ello el descontento y la sensación de opresión.
Sin embargo, otro aspecto de las reformas de Mario que comenzó a comprobarse más adelante como una especie de efecto secundario, fue que la lealtad de las legiones comenzó a trasladarse desde el estado romano (esto es, el Senado y el Pueblo de Roma) hacia el propio general que dirigía el ejército. Comenzó a ser común que los generales, en lugar de retirarse tras el cese de las hostilidades, rechazasen perder su imperium y usasen su ejército (que le era leal a él) para consolidar su poder. Esto llevó a una serie de guerras civiles a lo largo del siglo siguiente y finalmente condujo a la destrucción de la República y transformación en Imperio.

## Modificaciones posteriores
Las legiones formadas en cohortes de finales de la república y comienzos del imperio a menudo reciben el nombre de legiones de Mario. Tras la batalla de Vercelae del año 101 a. C. Mario garantizó a todos los soldados itálicos la ciudadanía romana justificando este acto con el comentario de que en el fragor de la batalla no era capaz de distinguir a un romano de un aliado. Esto eliminó la noción de legiones aliadas, y todas las legiones italianas se verían como legiones romanas. Por ello los tres tipos de infantería pesada serían reemplazados por un solo tipo estándar de legionarios, basados en los anteriores Princeps.
El rol de las legiones aliadas eventualmente lo retomarían contingentes de tropas aliadas/auxiliares, conocidas como Auxilia. Los auxiliares surgen por pura necesidad táctica, ya que la infantería pesada legionaria precisaba el apoyo de otros cuerpos de caballería e infantería ligera (junto con hostigadores como arqueros, honderos o lanceros). Tras la reforma de Mario aparecen ya cuerpos irregulares de caballería que reciben el nombre de auxilia, siendo disueltos al finalizar las campañas. Pero es tras la guerra Social (91-89 a. C.) cuando los auxilia reciben el impulso definitivo al desaparecer las Alae Sociorum. Igualmente, cuerpos de arqueros, honderos y caballería son reclutados, muchas veces mediante levas forzosas, entre los diferentes pueblos del Mediterráneo. No obstante, fue César quien sentó las líneas básicas de lo que luego serán los auxiliares imperiales al reclutar entre galos y germanos unidades de caballería. Por otro lado, los cuerpos de infantería auxiliar parecen haber sido más bien una apuesta de Augusto.
Cada Legión tenía un Auxilia del mismo o similar tamaño, que contenía unidades especiales: ingenieros, exploradores, artillería, tropas de asedio, servicios y unidades de apoyo, junto con unidades formadas a partir de no ciudadanos (a quienes se les garantizaba la ciudadanía en la jubilación) y otros. A menudo se formaban en unidades completas, como caballería ligera, infantería ligera (velites), arqueros o trabajadores. También había un escuadrón de reconocimiento de 10 o más tropas de caballería ligera llamados Speculatores, que también servían como mensajeros e incluso como forma de inteligencia militar.
Durante estas reformas, las Legiones también se organizaron en cohortes permanentes por primera vez. Las cohortes habían sido hasta entonces unidades administrativas temporales o fuerzas de trabajo tácticas de varios manípulos, siendo incluso más transitorias que las mismas legiones de comienzo de la república. Ahora las cohortes eran de 6 a 10 unidades permanentes compuestas de 5 a 8 centurias, cada una dirigida por un centurión asistido por un optio, un soldado que podía leer y escribir. Estas se convirtieron en las unidades tácticas básicas de las legiones. El centurión senior de la legión se llamaba Primus pilus, un soldado profesional que hacía también de asesor del Legado.
Cada legión tenía un convoy con el equipamiento de unas 500 a 550 mulas (una mula por cada 10 legionarios). Para evitar que estos convoyes fuesen demasiado grandes, Mario hizo a sus hombres acarrear todo el equipo que pudiesen, incluyendo su armadura, armas y raciones para 15 días. Para facilitarlo, daba a cada legionario un bastón cruzado para acarrear la carga sobre sus hombros. Por esto los soldados recibieron el apodo de "mulas de Mario", por la gran cantidad de carga que tenían que llevar ellos mismos.
Una legión típica de este periodo tenía de unos 4000 a 5000 legionarios. Las legiones podían llegar a tener hasta 6000 soldados divididos en cohortes, aunque más adelante en la historia el tamaño se redujo a 1000 para incrementar la movilidad. El número también dependían de las bajas: Julio César, en su campaña en la guerra de las Galias a menudo solo contaba en sus legiones con unos 3500 hombres.